# همايون أحمد
همايون أحمد (13 نوفمبر 1948 - 19 يوليو 2012)   هو روائي وكاتب مسرحي وكاتب سيناريو وصانع أفلام وكاتب أغاني وباحث وأستاذ من بنغلادش. كانت انطلاقته هي روايته الأولى نونديتو نوروكي التي نُشرت في عام 1972. وقد كتب أكثر من 200 كتاب خيالي وغير خيالي.  يُعتبر أحد أشهر المؤلفين والمخرجين في بنجلاديش بعد الاستقلال.  أشار إليه داون على أنه الأسطورة الثقافية لبنغلاديش.
في أوائل التسعينيات ، ظهر أحمد كمخرج. وواصل إنتاج ثمانية أفلام - كل منها يعتمد على رواياته. بعض أفلامه البارزة هي: داروشيني ديب و أغونير بوروشموني و سرابون ميغر دين و شونخونويل كاراغار و دوي دواري. كان أحد أكثر المسرحيين تأثيراً في بنغلاديش خلال التسعينيات، عندما كتب أكثر المسلسلات شعبية لا تزال بعض أعماله تعتبر من روائع المعجبين والنقاد.  ولا يزال العديد من صانعي الأفلام البنغلاديشيين مستوحى من أعماله.